# Vícemil
Vícemil là một làng thuộc huyện Jindřichův Hradec, vùng Jihočeský, Cộng hòa Séc.